# Кауи
Кауи́ (порт. Caué) — округ в государстве Сан-Томе и Принсипи. Административный центр — город Сан-Жуан-дуз-Анголареш.

## Географическая характеристика
Кауи является наибольшим по площади (267 км²) округом Сан-Томе и Принсипи. Расположен в южной части острова Сан-Томе. В состав округа входит островок Ролаш (лежащий почти на экваторе).

## Население
По состоянию на 2006 год округ является одним из самых маленьких по численности населения (6 324 человек).
Изменение численности населения округа:
- 1940 6 675 (11,0 % численности населения страны)
- 1950 6 942 (11,6 % численности населения страны)
- 1960 5 874 (9,1 % численности населения страны)
- 1970 3 757 (5,1 % численности населения страны)
- 1981 4 607 (4,8 % численности населения страны)
- 1991 5 322 (4,5 % численности населения страны)
- 2001 5 501 (4,0 % численности населения страны)

Населённые пункты:
- Сан-Жуан-дуз-Анголареш (административный центр);
- Санта-Круз;
- Порту-Алегри;
- Мбомбо;
- Дона-Аугуста;
- Мзумби.